# Hyperlink

Typische weergave van een hyperlink: een gekleurde, onderstreepte tekst met een veranderende muisaanwijzer

Een hyperlink (of kortweg link) – met een Nederlands woord verbinding of koppeling – is bij een computer en internet een verwijzing (referentie) in een hypertekst (bijvoorbeeld een webpagina) die de gebruiker kan volgen om naar een andere plaats te gaan. Dit wordt vaak gedaan met een muis waarvan de cursor op de link wordt geplaatst en de linker muisknop wordt aangeklikt, of bij een aanraakscherm door de link aan te raken (handelingen die meer in het algemeen gebruikt worden om in apps keuzes aan te geven). Vaak gaat het om een link in een webpagina die in een browser wordt getoond, bij het activeren komt de nieuwe webpagina dan vaak in hetzelfde browservenster (de oude webpagina wordt daar vervangen), maar het kan ook bijvoorbeeld in een tekstverwerker of een pdf-bestand zijn, bij het activeren wordt dan een browservenster geopend.
Een hyperlink heeft een vertrekpunt (de plek in een document waar de link zichtbaar is en geactiveerd kan worden) en kan voeren naar een specifiek aankomstpunt binnen een document; vertrek- en aankomstpunten worden de ankers van de hyperlink genoemd. Een anker is meestal een stukje tekst, maar kan ook een afbeelding of andersoortig element op de pagina zijn.
In de meeste implementaties van hypertekst wordt een hyperlink gespecificeerd door een verwijzing naar het aankomstpunt aan het vertrekpunt toe te voegen.
Bijvoorbeeld: in HTML, de documentspecificatietaal van het world wide web, wordt een aankomstpunt gemarkeerd met een speciaal attribuut, meestal id, en wordt de koppeling zelf gespecificeerd door aan het vertrekpunt een verwijzing naar het aankomstpunt aan toe te voegen in de vorm van een URL:
| Anker (aankomstpunt)                                                        | Hyperlink: anker (vertrekpunt) met verwijzing naar aankomstpunt |
| --------------------------------------------------------------------------- | --------------------------------------------------------------- |
| <h2 id="ankernaam">Kop</h2> Verouderd: <h2><a name="ankernaam">Kop</a></h2> | <a href="pagina.html#ankernaam">Link</a>                        |

Veel hypertekst is te verdelen in onafhankelijk onderhouden verzamelingen "hyperdocumenten"; het wereldwijde web bestaat bijvoorbeeld uit websites. Deze documenten hebben meestal een algemene voorpagina (de hoofdpagina van een website). Het maken van hyperlinks naar andere pagina's dan de beginpagina wordt dieplinken genoemd.

## Voorbeelden
Op het wereldwijde web worden voor hyperlinks zogenaamde URL's gebruikt (Uniform Resource Locators, oftewel uniforme adresseringen van een informatiebron. Een URL zoals https://nl.wikipedia.org/wiki/Wikipedia is als volgt opgebouwd:
1. https:// geeft het communicatieprotocol aan: de techniek waarmee de browser met de server moet communiceren, in dit geval HTTP. Het protocol wordt afgesloten met ://. Er staat bijvoorbeeld ftp:// als het FTP-protocol moet worden gebruikt.
2. nl.wikipedia.org is de naam van de server op het internet waar de browser contact mee moet leggen. Dit stukje tekst, vaak tot de schuine streep (/) geeft aan van welke website we de informatie willen hebben. Dat klopt dus ook, want we gaan informatie opvragen bij nl.wikipedia.org en nergens anders.
3. /wiki/Wikipedia geeft een specifieke informatiebron aan binnen de website van nl.wikipedia.org; dit is vaak een bestand op de harde schijf, maar dat hoeft niet. Als het een bestand is, is wiki/Wikipedia/ meestal de naam van een map op de harde schijf waar het bestand te vinden is. Submappen worden door websitebeheerders/ontwerpers aangemaakt om de inhoud te organiseren en te categoriseren. In dit geval wordt dus de map wiki geopend en daarna de map Wikipedia. Meestal surfen (d.w.z. navigeren) we naar de hoofdmap van een website, zoals https://nl.wikipedia.org en worden we daar ontvangen.